# A Child Is Waiting
A Child Is Waiting is een Amerikaanse dramafilm uit 1963 onder regie van John Cassavetes.

## Verhaal
Jean Hansen gaat aan de slag als lerares op een school voor kinderen met een verstandelijke beperking. Ze besteedt erg veel aandacht aan Reuben Widdicome, wiens ouders hem al lang niet meer hebben opgezocht. Het schoolhoofd is niet zo gelukkig met die gang van zaken.

## Rolverdeling
| Acteur           | Personage                          |
| ---------------- | ---------------------------------- |
| Burt Lancaster   | Matthew Clark                      |
| Judy Garland     | Jean Hansen                        |
| Gena Rowlands    | Sophie Widdicombe                  |
| Steven Hill      | Ted Widdicombe                     |
| Paul Stewart     | Goodman                            |
| Gloria McGehee   | Mattie                             |
| Lawrence Tierney | Douglas Benham                     |
| Bruce Ritchey    | Reuben Widdicombe                  |
| John Marley      | Holland                            |
| Bill Mumy        | Jongen die de parels van Jean telt |
| Elizabeth Wilson | Juffrouw Fogarty                   |